# Vladimir Vojisavljević
Vladimir war wie Dobroslav ein Sohn Mihailo Vojisavljevićs und der Bruder Konstantin Bodins.
Vladimir wurde von Vukan (Raszien) zum König von Montenegro eingesetzt. Er regierte zwischen 1101 und 1114.
| Vorgänger | Amt                           | Nachfolger          |
| --------- | ----------------------------- | ------------------- |
| Kočapar   | Serbische Monarchen 1101–1114 | Đorđe Vojisavljević |

| Personendaten    | Personendaten           |
| ---------------- | ----------------------- |
| NAME             | Vojisavljević, Vladimir |
| ALTERNATIVNAMEN  | Vladimir                |
| KURZBESCHREIBUNG | König von Dioklitien    |
| GEBURTSDATUM     | 11. Jahrhundert         |
| STERBEDATUM      | 12. Jahrhundert         |